# Bâtiment du mess des officiers à Belgrade
Le bâtiment du mess des officiers (en serbe cyrillique : Официрски дом ; en serbe latin : Oficirski dom) est situé à Belgrade, la capitale de la Serbie, dans la municipalité urbaine de Savski venac. Construit en 1895, il est inscrit sur la liste des monuments culturels protégés de la république de Serbie (identifiant no SK 648) et sur la liste des biens culturels de la ville de Belgrade.

## Présentation

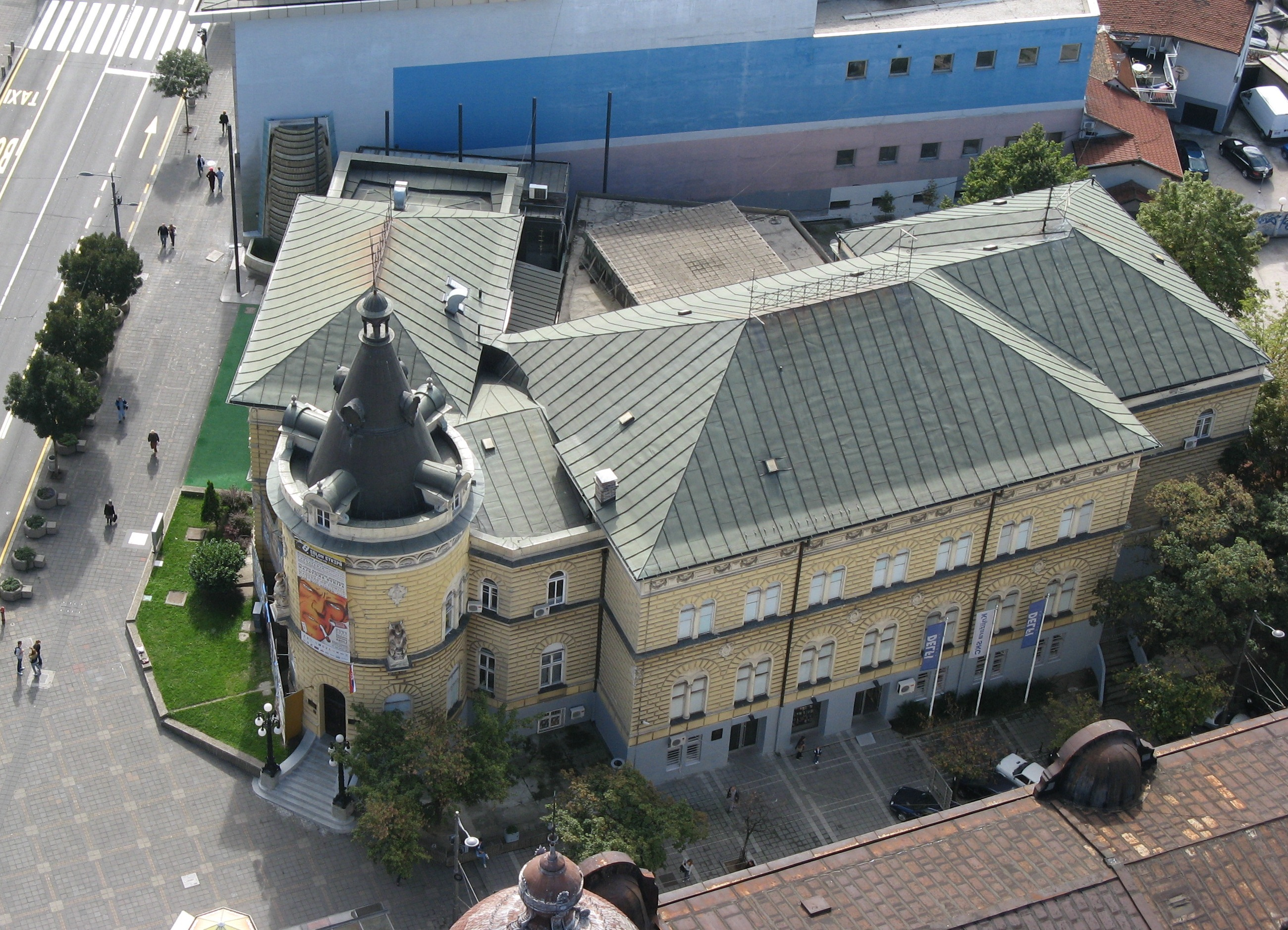
Le mess des officiers vu d'un toit voisin

Le mess des officiers, situé 48 rue Kralja Milana, a été construit en 1895 selon les plans des architectes Jovan Ilkić et Milorad Ruvidić. La fonction première de l'édifice (le mess) témoigne de la montée en puissance de l'État serbe devenu un royaume en 1882. Au XIXe siècle, plusieurs infrastructures militaires étaient situées à cet endroit, comme les vieilles casernes du temps du prince Miloš, l'école d'équitation et la caserne du 7e régiment. Le mess des officiers était conçu pour offrir un lieu de récréation et de loisirs ; dans l'entre-deux-guerres, il accueillit de grands bals et des expositions.
Le bâtiment a été reconstruit entre 1969 et 1971 pour devenir le Centre culturel des étudiants (en serbe : Studentski kulturni centar). L'édifice, dans son apparence actuelle, reste relativement fidèle à la construction d'origine, notamment dans ses caractéristiques principales : les volumes d'ensemble, la tour d'angle et les ornements des façades. En revanche, la structure et la décoration intérieures ont été modifiées ; l'entrée originelle, située à l'ange du bâtiment, a été fermée tandis qu'une nouvelle entrée débouchant sur un vaste hall a été ouverte dans la rue Resavska. En dépit des modifications, l'ancien mess des officiers conserve ses traits du XIXe siècle, qui lui donnaient l'allure d'une sorte de forteresse urbaine.